# Bobino

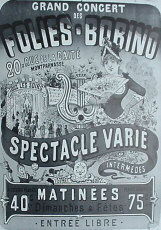

Il Bobino è una famosa music-hall che si trova al numero 20 di rue de la Gaîté a Montparnasse nel XIV arrondissement di Parigi.
Creato da Lisa Bennie nel 1800, il Bobino nacque come una sala da ballo per poi diventare un teatro (Les Folies Bobino) nel 1873, finché non venne riconvertito in una sala di musica nel 1926. Il Bobino è stato uno dei luoghi di intrattenimento più popolari in Francia durante gli anni venti e trenta. Dopo 183 anni, il Bobino chiuse i battenti nel 1983, ma li ha riaperti nel 1991 con il nome di Studio Bobino. Nel 2007 Gerard Louvin e Stéphane Cherki trasformarono il teatro in un cabaret chiamato Bobin'o.
Nella lunga lista di artisti che sono apparsi al Bobino sono presenti:
- Joséphine Baker
- Barbara
- Gilbert Bécaud
- Georges Brassens
- Lucienne Boyer
- Jacques Brel
- The Cramps
- Dalida
- Lucienne Delyle
- Marie Dubas
- Juliette Gréco
- Léo Ferré
- Kiki de Montparnasse
- Mireille Hartuch
- Boby Lapointe
- Mistinguett
- Yves Montand
- Georges Moustaki
- Édith Piaf
- Henri Betti
- Frida Boccara
- Serge Reggiani
- Amália Rodrigues
- Charles Trenet
- Tereza Kesovija
- a-ha
- Amy Winehouse